# Kalteanbeek
Kalteanbeek (Zweeds - Fins: Kalteanoja) is een rivier annex beek, die stroomt in de Zweedse  gemeente Kiruna. De rivier verzorgt de afwatering van een moeras behorende bij de Nuulankivallei. De rivier moet om het Kalteanmaa heen. Ze stroomt naar het noordoosten en levert haar water in bij de Kelorivier. Ze is circa tien kilometer lang.
Afwatering: Kalteanbeek → Kelorivier → Muonio → Torne → Botnische Golf